# エンドー鞄
エンドー鞄（エンドーかばん）は、日本の鞄メーカー「エンドー鞄株式会社」の通称。自社ブランドであるFREQUENTER（フリクエンター）をはじめとする製品を展開している。日本で最も歴史のある鞄メーカーとして知られており、ビジネスシーンやカジュアル、ギフトシーンなど性別、年代を問わず様々な商品を発表している。嘉玄(カゲン)やRegale(レガーレ)は豊岡鞄として認定されている。

## 沿革
1824年（文政7年）に旧豊岡市内において柳行李(やなぎごうり)商を営なみ、昭和初期には豊岡で発明工夫されたファイバー鞄をいち早く取扱い、国内はもとより広く朝鮮、満州、台湾に販路を広げ、豊岡地場産業発展の先駆的な役割を果たす。
1950年（昭和25年）、戦後いち早く個人企業を再開し、合名会社遠藤嘉吉郎商店を設立。
1965年（昭和40年）にエンドー鞄株式会社設立。
1989年（平成元年）には、東京支店を開設し、1999年（平成11年）に大阪支店を開設。
2013年（平成25年）に直営店である鞄工房『嘉玄(Kagen)』をオープン、2019年（令和元年）に直営店であるBAG GALLERY玄武をオープンした。
創業190年以上の歴史がありながら業界の垣根を越え、様々な分野の企業と協業した製品を発表している。代表ブランドであるFREQUENTER(フリクエンター)では、カリタエンジニアリング社と静音キャリーケースの共同開発を行い、特許を取得している。

## ブランド一覧
- FREQUENTER(フリクエンター) - 同社の主力ブランド。国内初の特許技術搭載静音キャリーケース。
- 嘉玄(カゲン) - 豊岡鞄認定ブランド。和のこだわりを込めたブランドとなっており、一つ一つハンドメイドで職人が製造している。[4]
- NEOPRO(ネオプロ)
- Ragale(レガーレ)
- Plus(プリュス)
- JOCRISSE(ジョクリス)
- SPASSO(スパッソ)
- FARVIS(ファービス)
- ABSOLUTE ZERO(アブソリュートゼロ)

## リンク
- ENDO LUGGAGE CO., LTD.